# Lacurile (okręg Buzău)
Lacurile – wieś w Rumunii, w okręgu Buzău, w gminie Bisoca. W 2011 roku liczyła 436 mieszkańców. 